# Cáncer folicular de tiroides
El cáncer o carcinoma folicular de tiroides es un tumor maligno y una de las formas de cáncer de la glándula tiroides. Por lo general ocurre en mujeres mayores de 50 años de edad. 

## Características
Es difícil distinguir entre un adenoma folicular de tiroides y el carcinoma folicular tiroideo basado en hallazgos citológicos. Si se aspira con aguja fina y la citología refiere un neoplasma folicular, la conducta se enfoca en extirpar el lóbulo tiroideo afectado y establecer el diagnóstico adecuado con el tejido removido del cuello. 
El carcinoma folicular tiende a ser metastásico por vía sanguínea, generalmente a los pulmones y hueso, mientras que el cáncer papilar tiroideo comúnmente se esparce por vía linfática.

## Marcadores tumorales
Hasta ahora se ha propuesto solo al HMGA2 como marcador serológico para la identificación de este tipo de tumores. Incluye mutaciones puntuales con ganancia de función RAS y PICK2CA 

## Tratamiento
El tratamiento es por lo general quirúrgico seguido por terapia con yodo radiactivo.

### Tratamiento inicial
La hemitiroidectomía incluye la extirpación unilateral, o sea, de uno de los lóbulos de la glándula, es frecuente debido a la naturaleza agresiva de esta forma de cáncer tiroideo. Sin embargo, la tiroidectomía total es casi un procedimiento automático tan pronto se hace el diagnóstico certero. Ello es invariablemente seguido de tratamiento con yodo radioactivo de varios niveles seguido de una dieta baja en yodo. Ocasionalmente, el tratamiento radioactivo se repite anualmente si se encuentran evidencias de tejido cancerosos remanente. Algunos profesionales prefieren altas dosis, mientras que otros sugieren que las dosis más pequeñas son igualmente efectivas en la ablación del tejido tiroideo. El isótopo I-131 es el usado en este tipo de terapias. En casos donde el tumor es descubierto con un mínimo tamaño, se ha practicado la tiroidectomía mínimamente invasiva.

### Tratamiento de la recurrencia
Algunos estudios han demostrado que las pruebas sanguíneas de tiroglobulina combinada con ultrasonido del cuello es más productivo en descubrir una recurrencia que los escaneos con yodo radioactivo de cuerpo completo. Sin embargo, el protocolo por lo general, indica que un número determinado de escaneos de cuerpo completo anualmente se requiere antes de depender exclusivamente de los exámenes de tiroglobulina y ultrasonido de cuello. 

## Variante de Hurthle
A menudo se considera que el cáncer tiroides de Hurthle es una variante del carcinoma de células foliculares. Los carcinomas de células de Hurthle tienden a ser bilaterales y multifocales con más frecuencia que los carcinomas foliculares y tienden a la metástasis por vía linfática. Tal como en el caso del carcinoma folicular, la conducta implica la hemitiroidectomía unilateral para los casos no invasivos y la tiroidectomía total en caso de carcinomas de Hurthle invasivos.